# Ülker Sports Arena
La Ülker Sports Arena est une salle omnisports de Turquie située dans le district d'Ataşehir, à Istanbul. Elle appartient au club omnisports Fenerbahçe Spor Kulübü.
La salle a une capacité de 13 800 places pour les événements sportifs et dispose de 44 suites de luxe.

## Histoire
Elle a été inaugurée le 25 janvier 2012 à l'occasion du match de l'EA7 Emporio Armani dans le cadre du Top 16 de l'Euroligue de basket-ball 2011-2012.

## Événements
- NBA Europe Live Tour, 2012
- Championnat d'Europe de basket-ball 2017

## Galerie

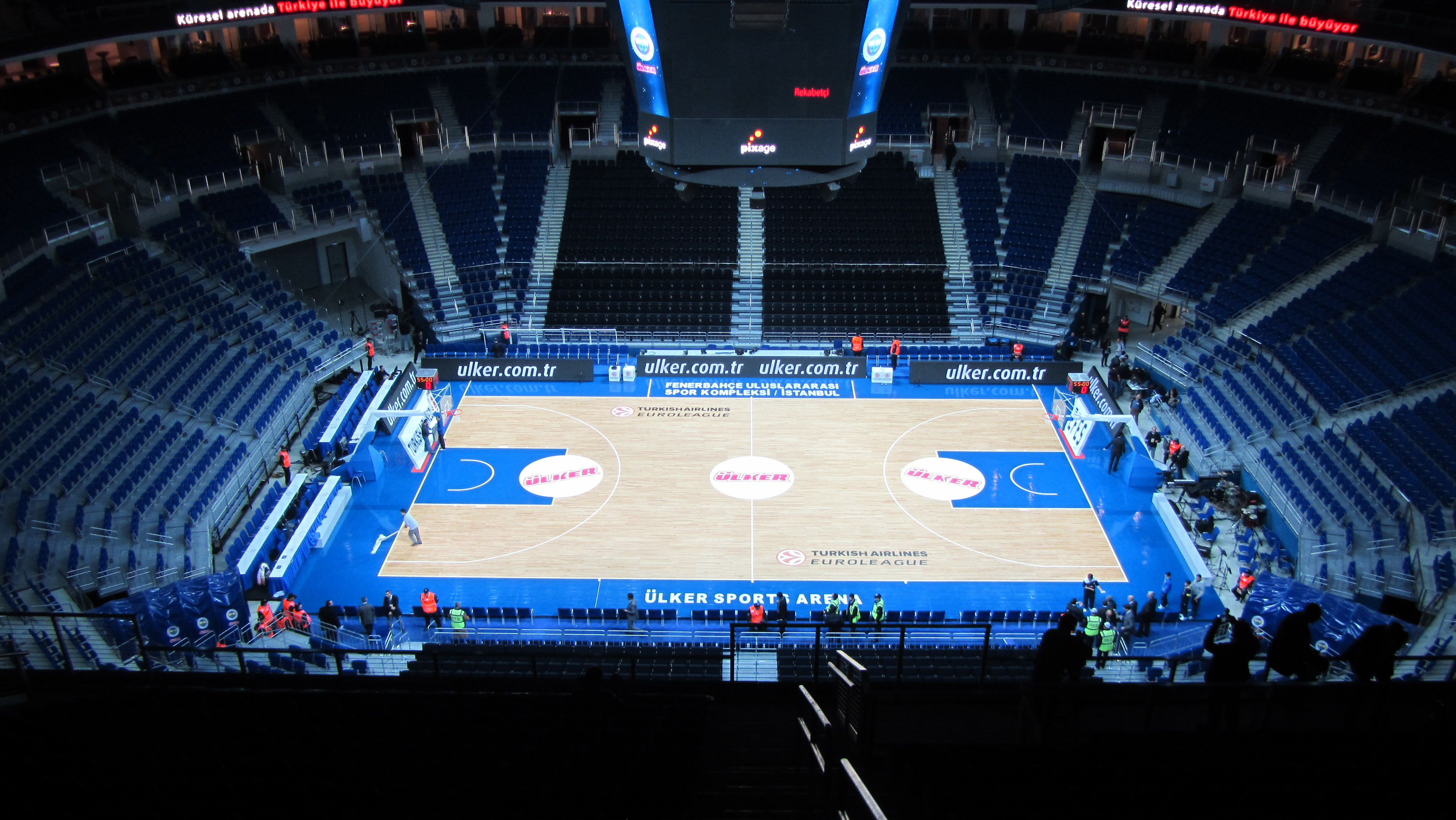
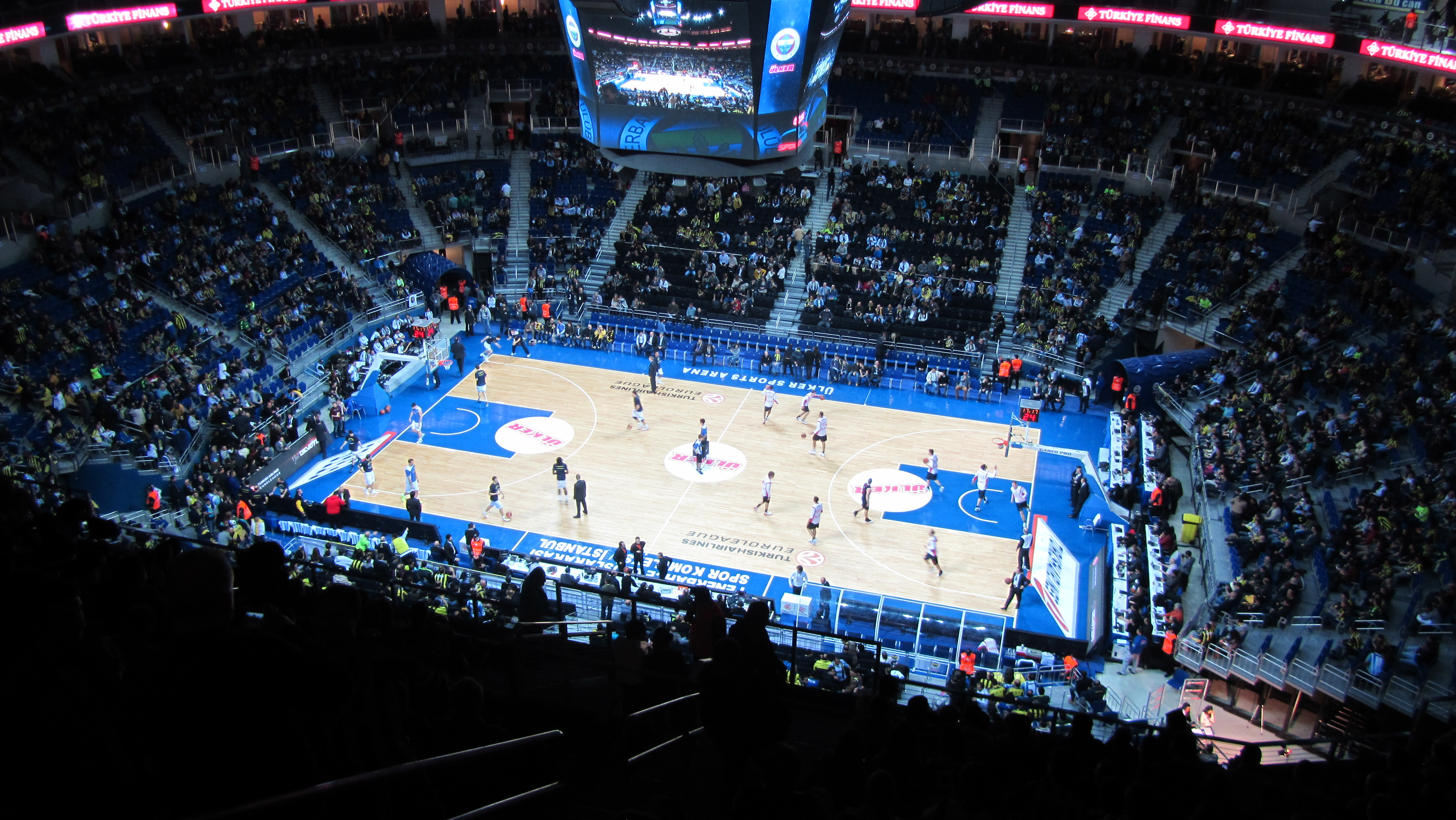